# Joaquín Mauricio Mora
Joaquín Mauricio Mora (Buenos Aires, 22 de septiembre de 1905 - Panamá, 2 de agosto de 1979) fue un compositor, pianista y bandoneonista argentino. Sus comienzos fueron junto a Hugo del Carril.

## Obra
- Si volviera Jesús
- Esclavo
- Cofrecito (vals)
- En las sombras
- Yo soy aquel muchacho
- Como aquella princesa (1937),
- Frío (1938),
- Más allá (1939)
- Divina
- Margarita Gothier